# Rapala nemorensis
Rapala nemorensis är en fjärilsart som beskrevs av Charles Oberthür 1914. Rapala nemorensis ingår i släktet Rapala och familjen juvelvingar. Inga underarter finns listade.

## Bildgalleri

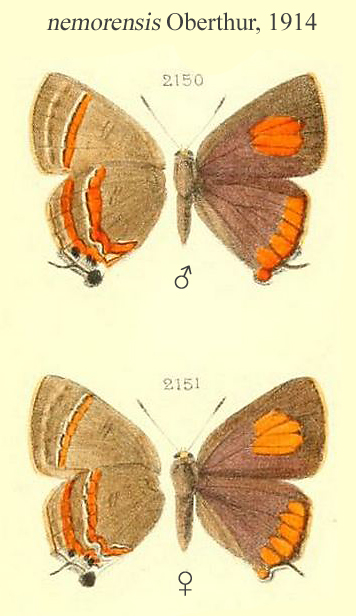